# 羅德尼·史雷德
羅德尼·史雷德（英語：Rodney E. Slater，1955年2月23日—），是美國民主黨政治家，他在1997年至2001年期間在克林頓總統時期擔任美國運輸部長。在他被任命為克林頓內閣成員之前，史雷德曾在1993年至1997年期間擔任聯邦公路管理局局長。

## 教育
史雷德在1977年畢業於東密歇根大學，並於1980年獲得阿肯色大學法學院的法學博士學位。

## 職業生涯
史雷德於1979-80年擔任阿肯色州制憲會議州司法委員會的研究助理，並於1980年擔任阿肯色州助理總檢察長。他接著被比爾·克林頓任命擔任阿肯色州的多個州政府職位，包括在1983年至1987年期間擔任州長助理，以及在1987年至1993年期間擔任阿肯色州公路委員會成員。同時，史雷德還擔任阿肯色州立大學的政府事務主任。